# فرودگاه رانجلپ
فرودگاه رانجلپ  (به انگلیسی: Rongelap Airport) یک فرودگاه همگانی با کد یاتا RNP است . این فرودگاه در کشور جزایر مارشال قرار دارد .